# Herb Kajenny

Herb Kajenny

Tarcza herbowa

Herb Kajenny, stolicy Gujany Francuskiej zaprezentowany został 25 grudnia 1901 roku. Projektantem herbu był gubernator Émile Merwart, a autorem jego brat, malarz francuskiej marynarki wojennej Paul Merwart.
Nieoficjalnie herb bywa wykorzystawany jako symbol całego terytorium.

## Opis
Na tarczy herbowej, w polu czerwonym łódź wypełniona złotem, na rzece, na której trzy grzybienie (lilie wodne), wszystko w barwach naturalnych. W głowicy, w polu niebieskim trzy złote lilie heraldyczne, a nad nimi srebrny napis: 1643. Nad tarczą złota corona muralis. Trzymaczami są dwa mrówkojady wielkie. Nad herbem wstęga z łacińskim napisem Fert Aurum Industria („Praca zapewnia dobrobyt”).

## Symbolika
Kolor czerwony symbolizuje ziemię. Łódź reprezentuje nawigację po rzece Mahury i Oceanie Atlantyckim. Złoto stanowiło główne bogactwo naturalne Gujany. Lilie na rzece symbolizują otaczającą dżunglę. Lilie heraldyczne w niebieskim polu wskazują na podporządkowanie francuskiej monarchii. Rok 1643 jest datą założenia miasta. Mrówkojady, element lokalnej fauny, są zarazem symbolem mieszkańców Gujany.